# Icecube Tongue
Die Icecube Tongue (englisch für Eiswürfelzunge) ist eine Gletscherzunge der Ross-Insel im antarktischen Ross-Archipel. Sie liegt zwischen dem Turks Head und der Erebus-Gletscherzunge in der Erebus Bay.
Das New Zealand Antarctic Place-Names Committee benannte sie.